# Джунгарский хомячок
Джунга́рский хомячо́к, или джунга́рик (лат. Phodopus sungorus) — вид мохноногих хомячков семейства Хомяковые. Популярное домашнее животное.
Длина до 10 см,  масса 25—65 граммов, в дикой природе живут примерно 12 месяцев (1 год), в неволе живут 2 года, в среднем 1,8 года. Имеет покрытые шерстью ступни, тёмную полосу на спине (обычно серую), очень короткий хвост (часто его практически не видно, когда зверёк сидит). Мех отличается значительными белыми вкраплениями.
Распространён в сухих степях и полупустынях юга Западной Сибири, Джунгарского Алатау, в Хакасии.
Долгое время хомячок Кэмпбелла считался подвидом джунгарского хомячка. Однако в последнее время[когда?] подтверждена видовая самостоятельность хомячка Кэмпбелла.

## Одомашнивание джунгарского хомячка
Джунгарские хомячки продаются в зоомагазинах Европы и Азии, реже — в США.
Одомашненные джунгарские хомячки часто отличаются от диких по окраске. У всех джунгарских хомячков есть узкая тёмная полоска на спине. Самые распространенные  виды окраски: стандарт (коричневато-серая, брюшко белое), сапфир (серо-синеватая, брюшко белое), жемчуг (матово-белая с серыми промежутками), мандарин (рыже-кремовая) и т. д.
Хомячки обладают сезонной адаптацией: зимой они линяют, и их мех становится практически полностью белым (серые вкрапления исчезают, остаётся лишь полоса на спине). Линька во многом зависит от светового режима дня: при короткой продолжительности дня хомячок меняет окраску за 6 недель. Этот процесс обусловлен выработкой мелатонина (гормона шишковидной железы).
Продолжительность жизни домашнего джунгарского хомячка составляет 2—2,5 года, хотя при правильном уходе она может достигать 3-3,5 лет.

## Гибридизация джунгарских хомячков

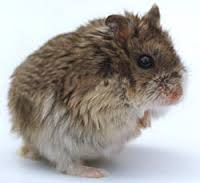
Гибрид Джунгарского хомячка

Из всех мохноногих хомячков джунгарские могут образовывать жизнеспособные гибриды только с хомячками Кэмпбелла.

## Размножение
В естественной среде обитания джунгарские хомяки размножаются с марта по сентябрь, в неволе они размножаются круглый год. В помёте может быть от 1 до 11 детенышей. Половая зрелость наступает с 4—6 недель, однако слишком ранняя беременность может быть очень опасна для самки. Для получения здорового потомства первая беременность у самки должна быть не ранее 3-4 месяцев. Продолжительность беременности составляет 21—26 дней. Самка готова к оплодотворению уже через 24 часа после родов.